# Halvmaraton
Halvmaraton är en löpningsgren inom friidrotten på distansen 21 097,5 meter på gata eller väg (oftast). Sträckan är hälften av ett maraton. Grenen ingår inte i olympiska spel eller friidrottens ordinarie världsmästerskap. Det finns ett särskilt världsmästerskap i halvmaraton som brukar anordnas i oktober varje år.

## Historia
Halvmaraton började förekomma i lite större utsträckning under 1970-talet, och mer under 1980-talet.
Världsbästatider började registreras under 1970-talet, medan Svenska Friidrottsförbundet börjat med det först under 2000-talets första decennium. Från 2004 registreras världsrekord, och från 2007 svenska rekord.

## Världsrekord
Världsrekordet bland män är 56.42, satt av Jacob Kiplimo från Uganda, i Barcelona 16 februari 2025. Världsrekordet bland kvinnor är 1.05.50, satt av Mary Jepkosgei Keitany från Kenya, i Ras al-Khayma, Förenade Arabemiraten, 18 februari 2011.

## Svenska rekord
2006 beslutade Svenska Friidrottsförbundet att från 2007 införa svenska rekord på landsvägslöpning 10 kilometer och halvmaraton. Dock beslutades om nya regler för mätning av längden och att inga gamla resultat tas med. Bästa svenska resultat innan beslutet var 1:02:57, satt 1991 av Åke Eriksson. Man beslutade också att nya svenska rekord måste vara under 1.04.00 för herrar och 1.12.30 för damer. Först att klara detta var Mustafa Mohamed (1.02.40 i Venloop, Holland, 25 mars 2012) för herrar respektive Isabellah Andersson (1.10.30 vid Göteborgsvarvet, 12 maj 2012) för damer. 
Under VM i halvmaraton i Köpenhamn den 29 mars 2014 slogs Mohameds svenska rekord för herrar av Mikael Ekvall med tiden 1.02.29. Detta rekord slogs den 18 november 2018 av David Nilsson i Ageo, Japan, med tiden 1.02.09.  Den 10 februari 2019 i Barcelona slog Napoleon Solomon Nilssons rekord, då han noterade 1.01.17. Andreas Almgren blev i Barcelona Halvmaraton, den 11 februari 2024, förste svensk att springa distansen på under en timme, med den nya rekordtid en 59.22.
Vid ett halvmaraton den 8 november 2020 i Dresden, Tyskland, sprang Sarah Lahti på tiden 1.09.52. Hon slog därmed sitt eget rekord på 1.09.58, satt 2017 i New York då hon slog Anderssons 15 år gamla rekord.

## Spridning
Grenen är populär för motionsevenemang. Den är lång nog att vara en utmaning för motionärer, utan att vara så krävande som ett maratonlopp. Sveriges största årligen återkommande friidrottstävling är Göteborgsvarvet, som lockar ca 60 000 deltagare. 
Till Göteborgsvarvet 21 maj 2011 anmälde sig 59 417 löpare. Det gör tävlingen till världens nu[när?] största halvmaraton. 
BUPA Great North Run, i Newcastle, som är världens näst största halvmaraton, avgjordes den 18 september 2011 och hade 54 000 anmälda deltagare.
Den största löpartävlingen som över huvud taget hållits i Sverige är Broloppet över Öresund. I juni år 2000 deltog nästan 80 000 i ett halvmaratonlopp (dock ej godkänt för rekord eftersom målet ligger för långt från starten) från Amager, Danmark genom Öresundsförbindelsen till södra Malmö. Det har arrangerats fler gånger efter det, men med mycket färre deltagare.

### Populära svenska halvmaratonlopp
- Göteborgsvarvet, Göteborg
- Kungsholmen runt, Stockholm
- Stockholm halvmarathon, Stockholm
- Women's Health Halvmarathon[7], Stockholm